# Beginnings
Beginnings is een single van Chicago. Het is afkomstig van hun album Chicago Transit Authority. Het nummer is geschreven door de toetsenist van de band Robert Lamm. Hij speelde echter per uitzondering op dit nummer ook weleens gitaar een verdrong daarmee Chicago’s vaste gitarist Terry Kath, die zo bewonderd werd door Jimi Hendrix.
Het nummer verscheen in de loop der jaren in een aantal versies. De single duurt amper 3 minuten, een verlengde versie daarvan ruim 6 en de albumtrack bijna 8 minuten. De knip van albumtrack naar single was eenvoudig te maken; het lied in albumversie valt in twee delen uiteen.

## Hitnotering
Tijdens de eerste uitgifte van Beginnings verkocht het plaatje maar matig. Het haalde geen notering in de Billboard Hot 100. Toen Chicago met een aantal andere singles wel succes had, verscheen Beginnings in 1971 als heruitgave. Toen was het wel succesvol; het haalde plaats nummer 7 en nummer 1 in de parallelle easy-listeninglijst van Billboard.
De versie Beginnings/Colour my World (1971) bleef in de Nederlandse Top 40 steken op vijf weken de tipparade.